# Joel Lundqvist
Joel Per Lundqvist (Åre, 2 marzo 1982) è un hockeista su ghiaccio svedese.
Ha un fratello gemello, Henrik Lundqvist, anch'egli hockeista su ghiaccio.

## Palmarès

### Club
- Campionato svedese: 4

Frölunda: 2002-2003, 2004-2005, 2015-2016, 2018-2019
- Champions Hockey League: 4

Frölunda: 2015-2016, 2016-2017, 2018-2019, 2019-2020

### Nazionale

#### Mondiali
- 5 medaglie:
  - 3 ori (Lettonia 2006; Svezia/Finlandia 2013; Germania/Francia 2017)
  - 2 bronzi (Svizzera 2009; Bielorussia 2014)